# Baldur’s Gate (серия игр)
Baldur’s Gate — серия компьютерных ролевых игр во вселенной настольной игры Dungeons & Dragons. Первая игра в серии была разработана компанией BioWare и издана Interplay в 1998 году. В 2000 году последовал выпуск продолжения — Baldur’s Gate II: Shadows of Amn. В 2001 и 2004 годах для консолей были выпущены две побочные игры — Dark Alliance и Dark Alliance II. В 2023 году была выпущена новая основная игра — Baldur’s Gate III, лицензию на разработку и издание которой получила Larian Studios.

## Состав

### Игры
| Название                         | Разработчик        | Даты и платформы | Прим. |
| -------------------------------- | ------------------ | --- | ----- |
| Baldur’s Gate                    | BioWare            | - 1998 — Windows - 2000 — Mac OS - 2012 — iOS - 2013 — macOS - 2014 — Android, Linux - 2019 — PlayStation 4, Xbox One, Nintendo Switch |       |
| Baldur’s Gate II: Shadows of Amn | BioWare            | - 2000 — Windows - 2001 — Mac OS, macOS - 2014 — iOS, Android, Linux - 2019 — PlayStation 4, Xbox One, Nintendo Switch                 | [ 1 ] |
| Baldur’s Gate: Dark Alliance     | Snowblind Studios  | - 2001 — PlayStation 2 - 2002 — Xbox, GameCube - 2004 — Game Boy Advance                                                               |       |
| Baldur’s Gate: Dark Alliance II  | Black Isle Studios | - 2004 — PlayStation 2, Xbox |       |
| Baldur’s Gate III                | Larian Studios     | - 2023 — Windows, macOS, PlayStation 5, Xbox Series X/S                                                                                | [ 2 ] |

### Переиздания
| Название                           | Разработчик | Платформы | Прим. |
| ---------------------------------- | ----------- | --- | ----- |
| Baldur’s Gate: Enhanced Edition    | Beamdog     | - 2012 — Windows, iOS - 2013 — macOS - 2014 — Android, Linux - 2019 — PlayStation 4, Xbox One, Nintendo Switch | [ 3 ] |
| Baldur’s Gate II: Enhanced Edition | Beamdog     | - 2013 — Windows, macOS - 2014 — iOS, Android, Linux - 2019 — PlayStation 4, Xbox One, Nintendo Switch         |       |

### Дополнения
| Название основной игры           | Название                                | Даты и платформы | Прим.                                              |
| -------------------------------- | --------------------------------------- | --- | -------------------------------------------------- |
| Baldur’s Gate                    | Baldur’s Gate: Tales of the Sword Coast | - 1999 — Windows - 2000 — macOS - 2012 — iOS - 2014 — Android, Linux - 2019 — PlayStation 4, Xbox One, Nintendo Switch | Было включено в Baldur’s Gate: Enhanced Edition    |
| Baldur’s Gate II: Shadows of Amn | Baldur’s Gate II: Throne of Bhaal       | - 2001 — Windows, macOS - 2014 — iOS, Android, Linux - 2019 — PlayStation 4, Xbox One, Nintendo Switch                 | Было включено в Baldur’s Gate II: Enhanced Edition |
| Baldur’s Gate: Enhanced Edition  | Baldur’s Gate: Siege of Dragonspear     | - 2016 — Windows, macOS, Linux - 2018 — iOS, Android - 2019 — PlayStation 4, Xbox One, Nintendo Switch                 |                                                    |

## История
Оригинальная Baldur’s Gate была разработана канадской студией BioWare и издана компанией Interplay для персональных компьютеров под управлением Windows. Спустя 4 месяца, в 1999 году для игры было выпущено расширение Tales of the Sword Coast. В 2000 году игра была портирована на Mac OS. В том же году было выпущено полноценное продолжение — Baldur’s Gate II: Shadows of Amn, которое также было разработано BioWare. В 2001 году вторая часть получила дополнение — Baldur’s Gate II: Throne of Bhaal.
В последующем издательство Interplay выпустило два спин-оффа для игровых приставок — в 2001 году была выпущена Baldur’s Gate: Dark Alliance, разработанное Snowblind Studios, а в 2004 году — Baldur’s Gate: Dark Alliance II, разработчиком которой выступила Black Isle Studios.
В 2012 году компанией Beamdog было выпущено переиздание оригинальной игры под названием Baldur’s Gate: Enhanced Edition для Windows и iOS. В Baldur’s Gate: Enhanced Edition вошла не только оригинальная игра, но и дополнение Tales of the Sword Coast. Данное переиздание основано на доработанном Infinity Engine. В 2013 году вышло улучшенное переиздание и второй части — Baldur’s Gate II: Enhanced Edition. В 2016 году обновленное издание первой части получило полностью новое дополнение — Baldur’s Gate: Siege of Dragonspear.